# Rolls-Royce Avon
El Rolls-Royce Avon fue el primer motor a reacción de flujo axial diseñado y producido por Rolls-Royce. Introducido en 1950, se acabaría convirtiendo en uno de los diseños de motor más exitoso después de la Segunda Guerra Mundial. Fue utilizado en un gran número de aviones, tanto militares como civiles, dejando de construirse tras veinticuatro años en 1974.

## Diseño y desarrollo
El equipo de diseño del Avon estaba liderado por Cyril Lovesey, quien había estado antes encargado del desarrollo del Merlin. El motor fue creado como un experimento en motores de flujo axial, así como (si tenía éxito) reemplazo natural del Nene de 5.000 lbf (22 kN) de empuje. Originalmente conocido como el AJ.65 por Axial Jet, 6.500 lbf que fue diseñado por Alan Arnold Griffith, el motor estaba desarrollado como un diseño de una sola fase con un compresor de ocho y más tarde de diez etapas, con una compresión de 150 lb/s (68 kg/s) y un radio de presión de 7,45. El desarrollo comenzó en 1945 y el primer prototipo fue construido en 1947.  Su introducción fue relativamente lenta debido a una serie de errores mínimos.
Los primeros Marks tenían ocho cámaras de combustión aunque más tarde los Marks tenían una cámara de combustión única anular y un compresor de quince etapas.

## Historia operacional

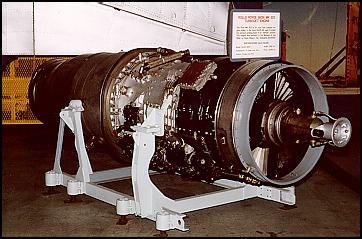
Avon Mk. 203.

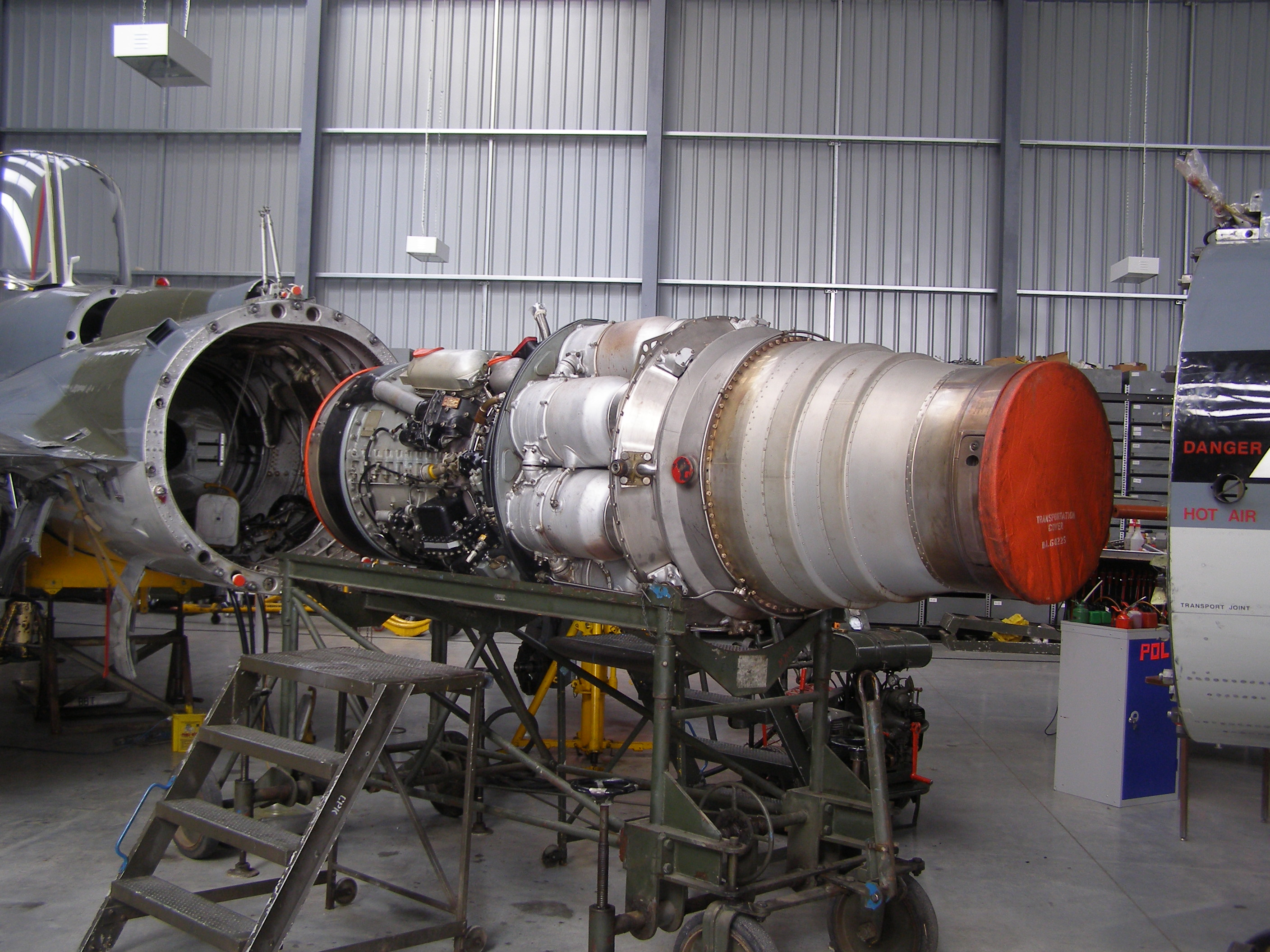
Un Mark 122 - El fuselaje trasero del Hawker Hunter puede ser retirado para el mantenimiento del motor.

El motor comenzó a producirse finalmente en 1950, la versión original del RA.3/Mk.101 proporcionaba 6500 lbf (29 kN) de empuje en el English Electric Canberra B.2. Algunas versiones similares fueron utilizadas en el Canberra B.6, el Hawker Hunter y el Supermarine Swift. Aparecieron versiones mejoradas poco después, la RA.7/Mk.114 producía 7.350 lbf en el de Havilland Comet C.2, el RA.14/Mk.201 proporcionaba 9.500 lbf (42 kN) en el Vickers Valiant y el RA.26 de 10 000 lbf (44 kN) montado en el Comet C.3 y el Hawker Hunter F.6. Un de Havilland Comet 4 con motores Avon efectuó el primer vuelo a reacción transatlántico en 1958. Esta línea marcó su máximo con empujes de 12.690 lbf (56.450 N) y 16.360 lbf (72.770 N) en postcombustión en los RA.29 Mk.301/2 (RB.146) utilizados en las últimas versiones del English Electric Lightning. Otros aviones que utilizaron el Avon incluyen el de Havilland Sea Vixen y el Fairey Delta.
El Avon fue también construido bajo licencia por Svenska Flygmotor como el RA.3/Mk.109 llamado RM5,  y una mejora del RA.29 llamada RM6 con 17.110 lbf (76.110 N). El RM5 iba de motor del Saab Lansen, mientras que el RM6 fue la planta de potencia principal del SAAB Draken. 
En los Estados Unidos, el Avon fue utilizado para posibilitar el aterrizaje vertical del Ryan X-13 Vertijet (en la forma de RA.28-49).
En Australia, el Avon fue utilizado por Commonwealth Aircraft Corporation para motorizar a las variantes pesadas modificadas del F-86 Sabre, conocido como el CA-27 Avon-Sabre.
El Avon continuó en producción, principalmente para su uso en los Sud Aviation Caravelle y por English Electric (BAC) Lightning, hasta 1974, tiempo en el cual más de 11.000 motores de esta clase fueron construidos.El motor batió un récord de seguridad impresionante durante ese tiempo. El Avon permaneció en servicio operativo con la RAF en el Canberra PR.9 hasta el 23 de junio de 2006.

## Aplicaciones

### Aviación militar
- CA-27 Avon-Sabre
- Havilland Sea Vixen
- English Electric Canberra
- English Electric Lightning
- Fairey Delta
- Hawker Hunter
- Ryan X-13 Vertijet
- Saab 35 Draken
- Saab Lansen
- Supermarine Swift
- Vickers Valiant

### Aviación Civil
- de Havilland Comet
- Sud Aviation Caravelle

### Otros usos
- El Avon es también promocionado actualmente como una fuente de energía estática compacta y de gran fiabilidad. Como el AVON 1533,  tiene una salida de potencia máxima de 21.480 c.v. (16,02 MW) a 7.900 rpm y una eficiencia termal del 30%.

- En 1982, un motor Avon permaneció funcionando en una instalación canadiense durante 53.000 h antes de precisar un mantenimiento completo.
- En 1994, otro motor industrial Avon estuvo funcionando sin parar durante 476 días (11.424 h)
- Como un generador compacto eléctrico, el generador de tipo EAS1 Avon puede generar una potencia continua de 14,9 MW
- El 4 de octubre de 1983, el vehículo Thrust2 de Richard Noble, con un único motor a reacción Rolls-Royce Avon 302, fijó un nuevo récord de velocidad en tierra de 1.019,46 km/h (633,46 mph) en el Desierto de Black Rock en Nevada.

## Especificaciones (Avon 301R)
- ref =[1]
- tipo = Turbojet
- longitud = 126 pulgadas (3.200 mm)
- diámetro = 35,7 pulgadas (907 mm)
- peso = 2.890 lbs (1.309 kg)
- compresor = Flujo axial de quince etapas
- combustión = 150 lbs/s (68 kg/s)
- turbina = Flujo axial de dos etapas
- combustible = Queroseno
- empuje = 12.690 lb (56,45 kN) en seco / 16.360 lb (72,77 kN) con recalentador
- compresión = 7,45:1
- consumo = 0,932 lb/lbf h (seco) 1,853 lb/lbf h (mojado)[2]
- Empuje/peso = 5,66:1 (56 N/kg)